# احذیذ
احذیذ (به عربی: أحذیذ) یک منطقهٔ مسکونی در الجزایر است که در استان سطیف واقع شده‌است. احذیذ ۹۰ نفر جمعیت دارد.